# メイプルタウン物語
『メイプルタウン物語』（メイプルタウンものがたり）は、1986年1月19日から1987年1月11日まで、朝日放送の制作により、テレビ朝日系列で毎週日曜8:30 - 9:00（JST）に全52話が放送された、東映動画制作のテレビアニメ。

## 概要
主人公であるウサギの女の子・パティを中心とした、カナダにある「メイプルタウン」という町に暮らす動物たちの日々の生活を描く。
1985年より発売され人気を博した「シルバニアファミリー」（エポック社）に対抗すべく、その後発商品としてバンダイがTONKA社とアメリカで展開していた玩具シリーズの販促の一環として企画・制作された作品である。
アニメはヒットし、本作品の終了後も引き続き同時間帯にて、物語の舞台などを一新した続編『新メイプルタウン物語 パームタウン編』の制作・放送に繋がることとなった。また玩具の売り上げも一時期「シルバニアファミリー」の売り上げを抜いていたこともあった。

## キャラクターと声の出演
パティ・ホープラビット
声 - 岡本麻弥
本作品の主人公である、元気で好奇心旺盛なウサギの女の子。活発で、男の子たちと外で遊ぶことが好き。正義感が強い。スポーツも得意だが、逆に読書と料理は苦手。
4人兄弟の次女で、姉のアン、弟のミック（声 - 荘真由美）、末っ子の妹のコゼットがいる。
マルセル・ホープラビット
声 - 田中秀幸
パティたちの父親。メイプルタウン郵便局の郵便局長。
クリスティーヌ・ホープラビット
声 - 武藤礼子、増山江威子（42〜45話）
パティたちの母親。
アン・ホープラビット
声 - 潘恵子
パティの姉で、4人兄弟の長女。パティと対照的な、大人しめでお淑やかな女の子。料理や裁縫など家事全般が得意。
ボビー・クマノフ
声 - 塩屋翼
パティの友達であるクマの男の子。典型的なガキ大将で力持ち。勉強は苦手だが、兄弟や友達に対する面倒見が良いので頼りにされている。
実家は雑貨屋を経営している。5人兄弟の長男で、3つ子の弟と末っ子の妹がいる。
ダイアナ・コンデリック
声 - 荘真由美
キツネの女の子。実家は実業家で、メイプルタウンで一番の大金持ち。弟がいる。
お嬢様らしく高飛車がところがあり、パティとはしばしばケンカすることも。一方で自分に非があった際は相手に素直に謝るなどの良心も持っている。
プリプリン・ピック
声 - 山野さと子（途中まで山野智子表記）
ブタの女の子。
ジュディ・リスモンド
声 - 中島千里、渡辺菜生子（29話以降）
リスの女の子。ダイアナと仲が良く、一緒に行動していることが多い。少々気が弱い。
実家は洋服屋を経営している。兄がいる。
ジョニー・カラフト
声- 竹村拓
樺太犬の男の子。勉強もスポーツも得意な優等生。特にアイスホッケーはプロ級の腕前である。父親が医者であることから植物、特に薬草に詳しい。
一人っ子で兄弟姉妹はいない。将来の夢は父親の病院を継ぐこと。父親の他、母親と祖母がおり、祖母からはスケート靴を贈られたことがある。
グレテル
声 - 屋良有作
本作の悪役であるオオカミの男。大悪党を自称しているが、頭が悪いため大半の悪事は失敗または未遂に終わっている。
ミレーユ先生
声 - 川島千代子
パティたちが通う小学校に勤務しているカモシカの女性。
クラーク・ライアン
声 - 八奈見乗児
メイプルタウンの町長を務めるライオンの男性。成人した娘がいる。
オットー駐在
声 - 塩屋浩三
メイプルタウンで警察官を務めるブルドッグの男性。ファミリーネームは不明。

## スタッフ
- プロデューサー：鍋島進二（朝日放送）、春日東（旭通信社）、山口康男
- アシスタントプロデューサー：佐川祐子（旭通信社）、高橋尚子
- キャラクターデザイン：二宮常雄
- 音楽：小坂明子
- 美術デザイン：小林祐子、有川知子
- シリーズディレクター：佐藤順一
- 製作担当：横井三郎
- 協力：青二プロダクション
- 特殊効果：大橋清、中島正之、柴田睦子、朝沼貴良、干場豊
- 撮影：佐野和広、杉山幸夫、池上元秋、白井久男、前原勝則、佐伯清、黒田洋一、大藤哲生、鈴木典子
- 編集：望月徹（タバック）
- 録音：池上信照（タバック）
- 音響効果：伊藤道広（E&M）
- 選曲：渡辺恭野（ビモス）
- 記録：樋口裕子
- 現像：東映化学
- アニメーション制作：東映動画（ノンクレジット）
- 制作：朝日放送、旭通信社、東映

## 主題歌
オープニングテーマ - 「メイプルタウン物語」
唄 - 山野さと子 / 作詞・作曲 - 小坂明子 / 編曲 - 信田かずお
エンディングテーマ - 「パティの日曜日」
唄 - 山野さと子 / 作詞・作曲 - 小坂明子 / 編曲 - 信田かずお
レコード - コロムビアレコード（日本コロムビア）

### 挿入歌など
主題歌と挿入歌などは、1986年3月21日発売『メイプルタウン物語 ヒット曲集』（日本コロムビア No.CAK-784）に収録。同ミュージックソフトは2008年に生産数5000枚の限定CDで復刻再発売された。
- 憧れの場所　唄：山野さと子、作詞：佐藤ありす、作曲：小坂明子、編曲：高田弘
- スキップの歌　唄：岡本麻弥、作詞・作曲：小坂明子、編曲：信田かずお
- キラキラの秘密　唄：山野さと子、作詞：佐藤ありす、作曲：小坂明子、編曲：高田弘
- 気まぐれボビー　唄：塩屋翼、作詞・作曲：小坂明子、編曲：高田弘
- 元気です私！　唄：山野さと子、作詞：佐藤ありす、作曲：小坂明子、編曲：高田弘
- Greatグレテル　唄：屋良有作、作詞・作曲：小坂明子、編曲：信田かずお
- おやすみなさい　唄：山野さと子、コーラス：小坂明子・濱田金吾、作詞・作曲：小坂明子、編曲：信田かずお
- ウェルカムメイプルタウン　唄：山野さと子、コーラス：コロムビアゆりかご会、作詞：佐藤ありす、作曲：小坂明子、編曲：高田弘

## 放送局
放送系列は放送当時、放送日時は個別に出典が掲示されている局を除き1987年1月終了時点ものとする。
| 放送対象地域   | 放送局             | 放送日時                                                                                     | 放送系列                      | ネット形態 | 備考                                                                                                 |
| -------------- | ------------------ | -------------------------------------------------------------------------------------------- | ----------------------------- | ---------- | --- |
| 近畿広域圏     | 朝日放送           | 日曜 8:30 - 9:00                                                                             | テレビ朝日系列                | 制作局     | 現・朝日放送テレビ。                                                                                 |
| 北海道         | 北海道テレビ       | 日曜 8:30 - 9:00                                                                             | テレビ朝日系列                | 同時ネット | |
| 青森県         | 青森放送           | 日曜 8:30 - 9:00                                                                             | 日本テレビ系列 テレビ朝日系列 | 同時ネット | |
| 宮城県         | 東日本放送         | 日曜 8:30 - 9:00                                                                             | テレビ朝日系列                | 同時ネット | |
| 福島県         | 福島放送           | 日曜 8:30 - 9:00                                                                             | テレビ朝日系列                | 同時ネット | |
| 関東広域圏     | テレビ朝日         | 日曜 8:30 - 9:00                                                                             | テレビ朝日系列                | 同時ネット | |
| 新潟県         | 新潟テレビ21       | 日曜 8:30 - 9:00                                                                             | テレビ朝日系列                | 同時ネット | |
| 長野県         | テレビ信州         | 日曜 8:30 - 9:00                                                                             | 日本テレビ系列 テレビ朝日系列 | 同時ネット | |
| 静岡県         | 静岡けんみんテレビ | 日曜 8:30 - 9:00                                                                             | テレビ朝日系列                | 同時ネット | 現・静岡朝日テレビ。                                                                                 |
| 中京広域圏     | 名古屋テレビ       | 日曜 8:30 - 9:00                                                                             | テレビ朝日系列                | 同時ネット | |
| 鳥取県・島根県 | 日本海テレビ       | 日曜 8:30 - 9:00                                                                             | 日本テレビ系列                | 同時ネット | |
| 広島県         | 広島ホームテレビ   | 日曜 8:30 - 9:00                                                                             | テレビ朝日系列                | 同時ネット | |
| 山口県         | 山口放送           | 日曜 8:30 - 9:00                                                                             | 日本テレビ系列 テレビ朝日系列 | 同時ネット | |
| 香川県・岡山県 | 瀬戸内海放送       | 日曜 8:30 - 9:00                                                                             | テレビ朝日系列                | 同時ネット | |
| 福岡県         | 九州朝日放送       | 日曜 8:30 - 9:00                                                                             | テレビ朝日系列                | 同時ネット | |
| 熊本県         | テレビ熊本         | 日曜 8:30 - 9:00                                                                             | フジテレビ系列 テレビ朝日系列 | 同時ネット | |
| 鹿児島県       | 鹿児島放送         | 日曜 8:30 - 9:00                                                                             | テレビ朝日系列                | 同時ネット | |
| 岩手県         | テレビ岩手         | 金曜 17:30 - 18:00                                                                           | 日本テレビ系列                | 遅れネット | |
| 秋田県         | 秋田テレビ         | 火曜 17:30 - 18:00                                                                           | フジテレビ系列 テレビ朝日系列 | 遅れネット | |
| 山形県         | 山形テレビ         | 火曜 16:30 - 17:00                                                                           | フジテレビ系列                | 遅れネット | |
| 富山県         | 富山テレビ         | 水曜 16:50 - 17:20 → 水曜 16:25 - 16:55                                                      | フジテレビ系列                | 遅れネット | 1986年1月22日より放送開始。 同年4月2日より1987年1月14日の最終回まで 水曜 16:25 - 16:55の枠にて放送。 |
| 石川県         | 石川テレビ         | 月曜 17:05 - 17:32（第1、2話） →月曜 17:05 - 17:35（第3話） →月曜 17:04 - 17:32（第4話以降） | フジテレビ系列                | 遅れネット | 1986年6月16日から1987年6月15日まで放送。                                                             |
| 愛媛県         | 愛媛放送           | 水曜 16:30 - 17:00                                                                           | フジテレビ系列                | 遅れネット | 現・テレビ愛媛。                                                                                     |
| 長崎県         | 長崎放送           | 水曜 16:50 - 17:20                                                                           | TBS系列                       | 遅れネット | |

## 放送リスト
| 話 | 放映日         | サブタイトル      | 脚本         | 演出     | 作画監督   | 美術                |
| -- | -------------- | ----------------- | ------------ | -------- | ---------- | ------------------- |
| 1  | 1986年 1月19日 | こちら動物タウン  | 朝倉千筆     | 佐藤順一 | 小松原一男 | 小林祐子 河野尋美   |
| 2  | 1月26日        | ねらわれた首飾り  | 朝倉千筆     | 久岡敬史 | 昆進之介   | 有川知子 河野尋美   |
| 3  | 2月2日         | 消えた銀のさじ    | 朝倉千筆     | 佐藤順一 | 星川信芳   | 河野尋美            |
| 4  | 2月9日         | 掘り当てた宝もの  | 柳川茂       | 設楽博   | 古沢日出夫 | 有川知子 河野尋美   |
| 5  | 2月16日        | うばわれたナベ    | 金春智子     | 貝沢幸男 | 青山充     | 小林祐子 河野尋美   |
| 6  | 2月23日        | こわれた薬びん    | 朝倉千筆     | 岡佳広   | 荒木伸吾   | 有川知子 河野尋美   |
| 7  | 3月2日         | 森の見習い警備隊  | 柳川茂       | 久岡敬史 | 小松原一男 | 小林祐子 河野尋美   |
| 8  | 3月9日         | わたしの絵を見て! | 金春智子     | 佐藤順一 | 二宮常雄   | 有川知子 須藤栄子   |
| 9  | 3月16日        | ヒロインはわたし  | 久保田圭司   | 設楽博   | 西城隆詞   | 小林祐子 須藤栄子   |
| 10 | 3月23日        | パパこっち向いて  | 朝倉千筆     | 貝沢幸男 | 安藤正浩   | 有川知子 須藤栄子   |
| 11 | 3月30日        | お菓子の家の約束  | 柳川茂       | 岡佳広   | 青山充     | 小林祐子 須藤栄子   |
| 12 | 4月6日         | 行かないで!先生   | 金春智子     | 久岡敬史 | 荒木伸吾   | 有川知子 須藤栄子   |
| 13 | 4月13日        | 愛を呼ぶ手紙      | 朝倉千筆     | 佐藤順一 | 小松原一男 | 小林祐子 有川知子   |
| 14 | 4月20日        | 父さんありがとう  | 朝倉千筆     | 設楽博   | 二宮常雄   | 須藤栄子            |
| 15 | 4月27日        | ハロー!赤ちゃん   | まるおけいこ | 貝沢幸男 | 及川博史   | 有川知子            |
| 16 | 5月4日         | うさぎ山の神さま  | 金春智子     | 岡佳広   | 安藤正浩   | 有川知子            |
| 17 | 5月11日        | 子供だけの町      | 柳川茂       | 久岡敬史 | 青山充     | 有川知子            |
| 18 | 5月18日        | 頼まれた恋の手紙  | 朝倉千筆     | 佐藤順一 | 姫野美智   | 有川知子            |
| 19 | 5月25日        | ビーバー家の夏    | まるおけいこ | 設楽博   | 安藤正浩   | 有川知子            |
| 20 | 6月1日         | パティの子供新聞  | 柳川茂       | 久岡敬史 | 小松原一男 | 小林祐子            |
| 21 | 6月8日         | 逃げてきた海賊    | 金春智子     | 佐藤順一 | 伊藤奈緒美 | 有川知子            |
| 22 | 6月15日        | 子供たちの無人島  | 朝倉千筆     | 岡佳広   | 松山まや   | 小林祐子            |
| 23 | 6月22日        | 夢のわすれもの    | 柳川茂       | 貝沢幸男 | 青山充     | 有川知子            |
| 24 | 6月29日        | 山から来た友だち  | 金春智子     | 設楽博   | 姫野美智   | 小林祐子            |
| 25 | 7月6日         | 谷間の天使たち    | まるおけいこ | 久岡敬史 | 二宮常雄   | 吉田智子            |
| 26 | 7月13日        | 魔女の住むお城    | 朝倉千筆     | 佐藤順一 | 小松原一男 | 小林祐子 有川知子   |
| 27 | 7月20日        | 貝がらに願いを!   | 柳川茂       | 岡佳広   | 伊藤奈緒美 | 吉田智子            |
| 28 | 7月27日        | 恋人たちの青い海  | 柳川茂       | 山口頼房 | 青山充     | 田原優子 和田いづみ |
| 29 | 8月3日         | ふしぎなピアノ    | まるおけいこ | 設楽博   | 荒木伸吾   | 吉田智子            |
| 30 | 8月10日        | 病院は大さわぎ    | まるおけいこ | 久岡敬史 | 二宮常雄   | 田原優子 和田いづみ |
| 31 | 8月17日        | ようこそお客さま! | 金春智子     | 佐藤順一 | 伊藤奈緒美 | 小林祐子 有川知子   |
| 32 | 8月24日        | 招待状がほしい!   | 柳川茂       | 貝沢幸男 | 小松原一男 | 吉田智子            |
| 33 | 8月31日        | グレテルの恋占い  | 朝倉千筆     | 岡佳広   | 安藤正浩   | 田原優子 和田いづみ |
| 34 | 9月7日         | 旅の少女ドーラ    | 朝倉千筆     | 設楽博   | 青山充     | 小林祐子 有川知子   |
| 35 | 9月14日        | 記念写真でチーズ! | 益子幸代     | 久岡敬史 | 小松原一男 | 吉田智子            |
| 36 | 9月21日        | 赤い鳥見つけた!   | まるおけいこ | 佐藤順一 | 荒木伸吾   | 田原優子 和田いづみ |
| 37 | 9月28日        | 憧れのバイオリン  | 金春智子     | 貝沢幸男 | 伊藤奈緒美 | 小林祐子 有川知子   |
| 38 | 10月5日        | 結婚式はおまかせ  | 柳川茂       | 岡佳広   | 小松原一男 | 吉田智子            |
| 39 | 10月12日       | ダイアナのなみだ  | 柳川茂       | 設楽博   | 安藤正浩   | 田原優子 和田いづみ |
| 40 | 10月19日       | 秘密の家の女の子  | 朝倉千筆     | 久岡敬史 | 青山充     | 小林祐子 有川知子   |
| 41 | 10月26日       | 私のペンフレンド  | まるおけいこ | 佐藤順一 | 尾鷲英俊   | 田原優子 和田いづみ |
| 42 | 11月2日        | ジャスミン祭の夜  | 益子幸代     | 貝沢幸男 | 二宮常雄   | 吉田智子            |
| 43 | 11月9日        | 星にとどいた手紙  | 柳川茂       | 角銅博之 | 伊藤奈緒美 | 小林祐子 有川知子   |
| 44 | 11月16日       | マフラーの贈り物  | まるおけいこ | 岡佳広   | 小松原一男 | 吉田智子            |
| 45 | 11月23日       | 山の家はもう冬    | 金春智子     | 設楽博   | 安藤正浩   | 田原優子 和田いづみ |
| 46 | 11月30日       | 湖のスケート競争  | 益子幸代     | 久岡敬史 | 青山充     | 吉田智子            |
| 47 | 12月7日        | もしかして女神様? | 柳川茂       | 佐藤順一 | 姫野美智   | 田原優子 和田いづみ |
| 48 | 12月14日       | その金庫をあけて! | 朝倉千筆     | 貝沢幸男 | 二宮常雄   | 吉田智子            |
| 49 | 12月21日       | ふたごの赤ちゃん  | まるおけいこ | 角銅博之 | 伊藤奈緒美 | 田原優子 和田いづみ |
| 50 | 12月28日       | ケーキで新年を!   | 柳川茂       | 岡佳広   | 小松原一男 | 吉田智子            |
| 51 | 1987年 1月4日  | 南の町のおばさん  | 金春智子     | 久岡敬史 | 安藤正浩   | 和田いづみ          |
| 52 | 1月11日        | パティの旅立ち    | 朝倉千筆     | 佐藤順一 | 遠藤晴     | 吉田智子            |

## 映像ソフト化
- VHSは東映ビデオより発売。
- DVD-BOXは2013年9月27日から10月30日にかけて、DVD-BOX全2巻がベストフィールドより発売された。映像特典として、Part1には放送前番宣（前番組『はーいステップジュン』の最終回等の新番組予告などで使用された番組宣伝用映像）、Part2には劇場版とその予告編が収録されている。